# Laca de garança
La laca garança és una tonalitat de vermell i un pigment pictòric. El pigment també es coneix com a henna vera, henna oriental, i roja.

## Descripció
Es tracta d'un pigment d'origen orgànic i vegetal, que deriva de roja (Rubia Tinctorum). És una de les varietats de laca més estables. De vegades és feta de fustes menys valuoses. Els tons d'aquesta laca poden anar del carmesí intens fins al marró vermellós. Aquesta laca és molt transparent i es pot utilitzar tant en pintura al tremp com en pintura a l'oli. Tanmateix, és una varietat de color que triga molt a assecar-se.

## Nota
1. ↑  Info su frammentiarte.it